# 杨亚杰
杨亚杰（1956年—），吉林梨树人，汉族，中华人民共和国政治人物、第十一届全国人民代表大会吉林地区代表。
毕业于吉林工业大学技术经济专业。加入中共，担任吉林白城市市长。2008年起担任全国人大代表。2012年，升任吉林省监察厅厅长。